# Аланы
Ала́ны (др.-греч. Ἀλανοί, лат. Alani, Halani, арм. Ալանք) — ираноязычные кочевые племена сарматского происхождения, в письменных источниках упоминаются с I века н. э. — времени их появления в Приазовье и Предкавказье. Аммиан Марцеллин говорил, что массагеты являлись предками алан.
Часть аланов с конца IV века приняла участие в Великом переселении народов, в то время как другие осели на территориях, прилегающих к предгорьям Кавказа. Племенной союз аланов стал основой Алании, раннефеодального государства в центральном Предкавказье, просуществовавшего до похода монголов.
Монголы, разгромившие Аланию и захватившие к концу 1230-х годов плодородные равнинные районы Предкавказья, вынудили уцелевших аланов укрыться в горах Центрального Кавказа и в Закавказье. Там одна из групп аланов, при участии местных племён, дала начало современным осетинам. Другая группа, при участии местных и тюркоязычных племен, дала начало карачаевцам и балкарцам. Начиная с XIV в. часть алан начала принимать ислам. Определённую роль аланы сыграли в этногенезе и складывании культуры и других народов Северного Кавказа.

## Этноним
Этноним «аланы» впервые встречается в 25 году н. э. в китайских источниках как название сарматского племени, сменившего аорсов (Яньцай): «владение Яньцай переименовалось Аланьляо; состоит в зависимости от Кангюя… Обыкновения и одеяние народа сходны с кангюйскими».
К более позднему времени относится ещё одно интересное свидетельство китайских анналов: «Правление в городе Аланьми. Эта страна прежде принадлежала кангюйскому удельному владетелю. Больших городов считается сорок, малых окопов до тысячи. Мужественные и крепкие берутся в чжегэ, что в переводе на язык Срединного государства значит: строевой ратник».
Позднее, в I веке н. э., свидетельства об аланах встречаются у римских авторов. Наиболее раннее их упоминание мы встречаем у Луция Аннея Сенеки, в пьесе «Фиест», написанной в середине I века н. э.
Название «аланы» использовалось римлянами, и, за ними, византийцами, вплоть до XVI века (последние упоминания об Аланской епархии в византийских хрониках).
Арабы также называли аланов именем Al-lan, образованным от византийского «аланы». Ибн Руста (ум. 903) сообщал, что аланы делятся на четыре племени. Известно, что самое почетное из них называлось Д.хсас. Абу Хамид аль-Гарнати, посетивший Кавказ в начале 1130-х годов, отличал аланский язык от асского. Александр Монгайт писал: «Вероятно, даже в XII в. асы еще не были полностью поглощены аланами, и, возможно, диалектные различия иранского и других диалектов осетинского языка отражают эти древние факты». В XIII веке западные учёные (Гильом де Рубрук) свидетельствовали, что «Аланы и Асы» — один и тот же народ.

### Этимология
В настоящее время в науке признана версия, обоснованная В. И. Абаевым — термин «алан» является производным от общего наименования древних ариев и иранцев — arya. По Т. В. Гамкрелидзе и Вяч. Вс. Иванову, первоначальное значение этого слова «хозяин», «гость», «товарищ» развивается в отдельных исторических традициях в «товарищ по племени», далее в самоназвание племени (arya) и страны.
В прошлом происхождении слова «аланы» высказывались различные мнения. Так, Г. Ф. Миллер считал, что «имя аланов родилось у греков, и оно происходит от греческого глагола, значащего странствовать или бродить». К. В. Мюлленгоф имя аланов производил от названия горного хребта на Алтае, Г. В. Вернадский — от древнеиранского «елен» — олень, Л. А. Мацулевич считал, что вопрос о термине «алан» вообще не решён.

### Названия аланов

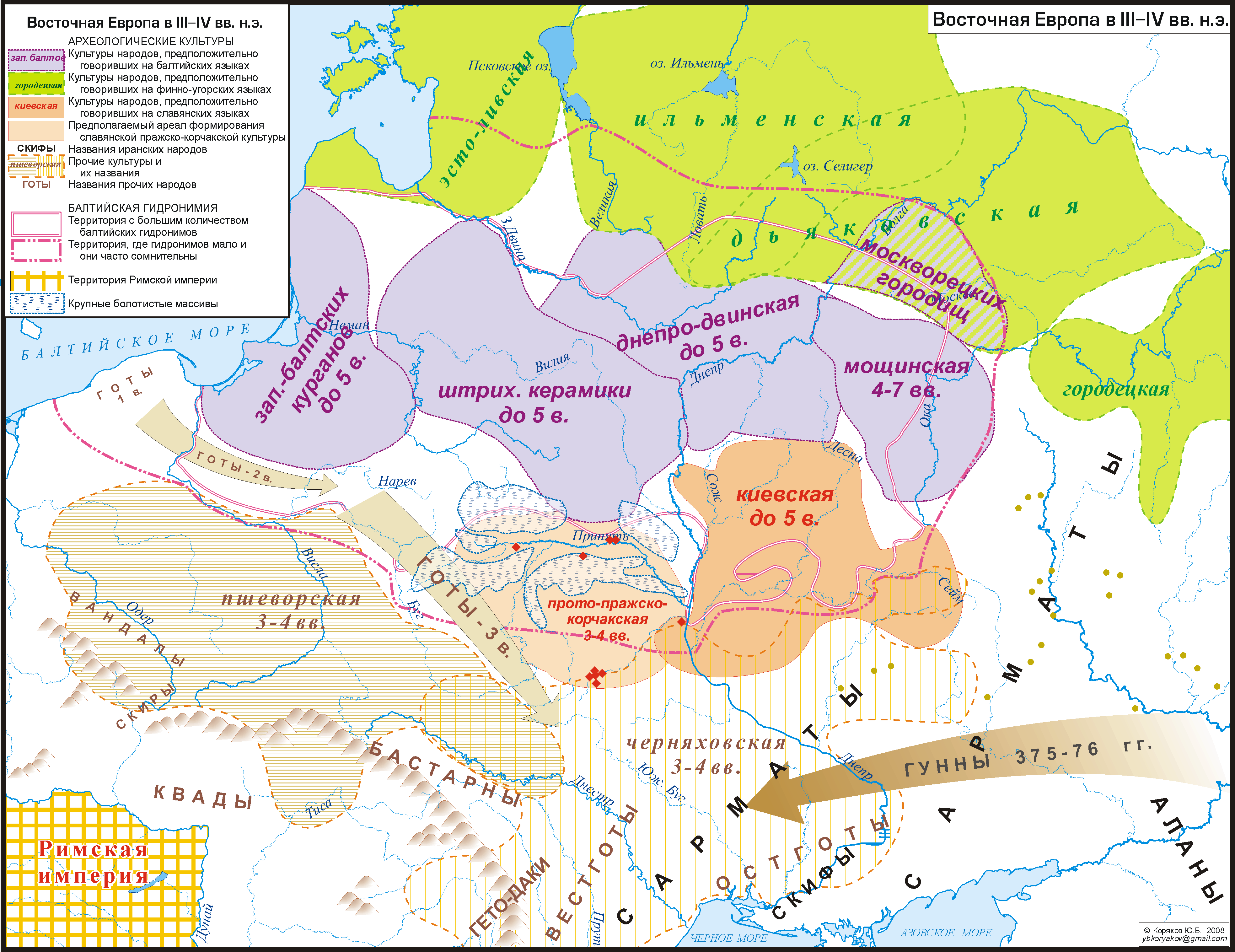
Аланы в низовьях Дона (карта, отображающая современные представления о расселении народов в III—IV веках)

В русских летописях аланы названы словом «ясы». В Никоновской летописи под 1029 годом сообщается о победном походе на ясов князя Ярослава.
В армянских летописях аланы чаще называются собственным же названием. В армянском средневековом географическом атласе Ашхарацуйц описываются несколько аланских племен, «двалы» современные туальцы, включая «народ аланов аш-тигор» или просто «народ дигор», в котором усматривается самоназвание современных дигорцев. Описываемые им же аланы из восточной области Алании — «аланы в стране Ардоз» — предки иронцев. В древности армяне употребляли название — алан, и множественная форма аланк (как народ и страна), но в наше время принято говорить ос (ед.ч.), осер (мн.ч.), Осиа (Осетия).
В грузинских источниках аланы упоминаются как овси или оси. Данный экзоним по настоящее время употребляется грузинами в отношении современных осетин.
В китайских хрониках аланы известны под именем народа алань.
В средневековой Молдавии аланы назывались оланами.

### Современная форма
Закономерным развитием древнеиранского *ārуаnа в осетинском, по мнению В. И. Абаева, является allon (из *āryana) и ællon (из *ăryana) Этноним в форме æллон сохранился в фольклоре осетин, но не используется как самоназвание.
Спрятала она молодых нартов в потайной комнате. А тут как раз вернулся уаиг и сразу спросил у жены:

— Чую я, пахнет аллон-биллоном.

— О муж мой! — ответила ему жена. — Наше селение посетили двое юношей, один играл на свирели, а другой выплясывал на кончиках пальцев. Люди диву давались, такого чуда никогда мы не видели. Вот их запах и остался в этой комнате.

## История

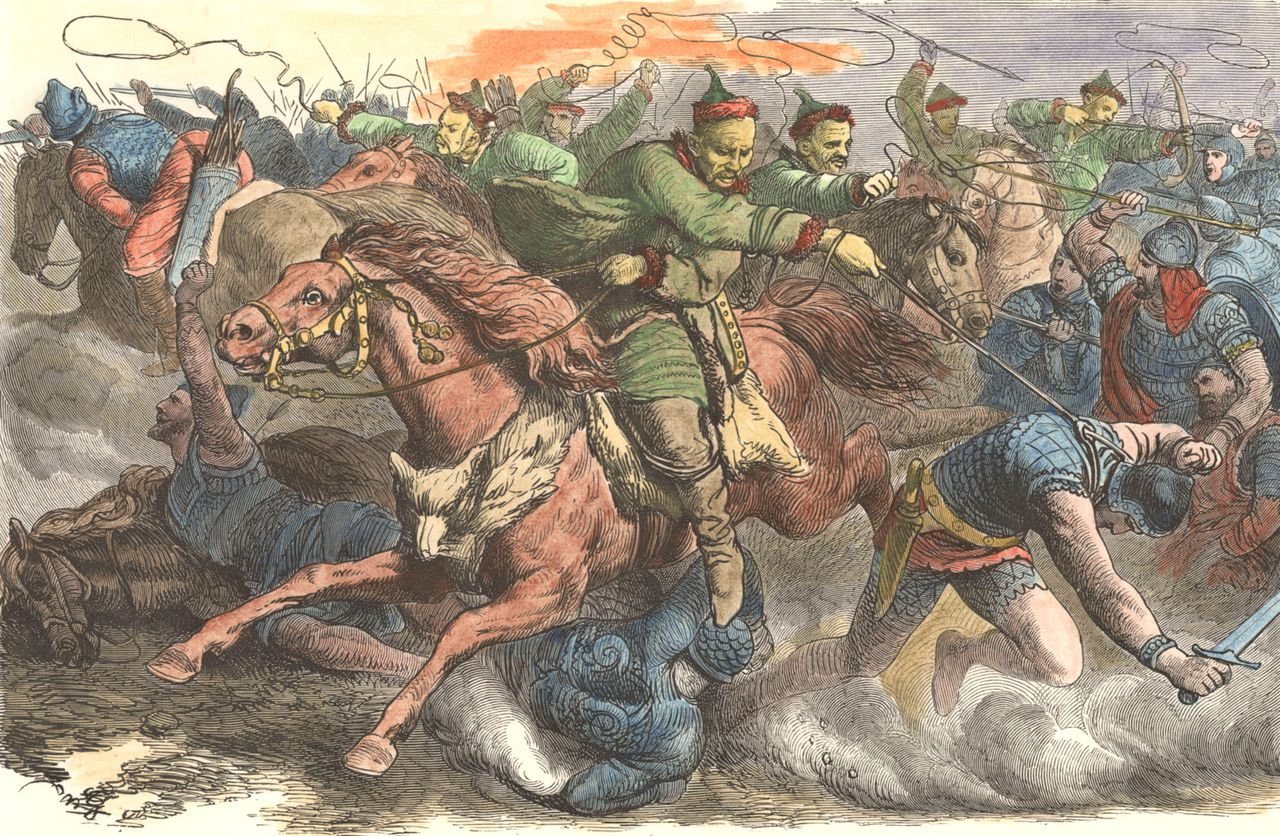
П. Гайге. «Гунны сражаются с аланами»

Первые упоминания об аланах встречаются в трудах античных авторов с середины I века н. э. Появление аланов в Восточной Европе — в низовьях Дуная, Северном Причерноморье, Предкавказье — считают следствием их усиления внутри северокаспийского объединения сарматских племён, возглавлявшихся аорсами.
В I—III вв. н. э. аланы занимали главенствующее положение среди сарматов Приазовья и Предкавказья, откуда совершали набеги на Крым, Закавказье, Малую Азию, Мидию.
«Почти все аланы, — пишет римский историк IV века Аммиан Марцеллин, — высоки ростом и красивы… Они страшны сдержанно-грозным взглядом своих глаз, очень подвижны вследствие легкости вооружения… У них считается счастливым тот, кто испускает дух в сражении».
В IV веке аланы этнически были уже неоднородны. Крупные племенные объединения аланов в IV веке были разгромлены гуннами, в VI веке — аварами. Часть аланов участвовала в Великом переселении народов и оказалась в Западной Европе (в Галлии) и даже в Северной Африке, где вместе с вандалами образовала государство, просуществовавшее до середины VI века. Все эти события сопровождались повсюду частичной этнокультурной ассимиляцией аланов. Культуру аланов IV—V вв. представляют городища и могильники предгорной зоны Северного и Западного Кавказа и богатейшие Керченские склепы Крыма. С VII по X вв. значительная часть средневековой Алании, простирающейся от Дагестана до Прикубанья, входила в состав Хазарского каганата. В течение длительного времени северокавказские аланы вели упорную борьбу с Арабским халифатом, Византией и Хазарским каганатом. Представление о богатой аланской культуре VIII—XI вв. дают знаменитые катакомбные могильники и городища на Северском Донце (Салтово-Маяцкая культура) и особенно городища и могильники на Северном Кавказе (городища: Алхан-Калинское, Архызское, Верхний Джулат, Нижний Джулат и др., могильники: Архон, Балта, Чми, Рутха, Галиат, Змейский, Гижгид, Былым и др.). Они свидетельствуют о широких международных связях аланов с народами Закавказья, Византией, Киевской Русью и даже Сирией.
Материалы Змейского могильника свидетельствуют о высоком уровне развития культуры северо-кавказских аланов в XI—XII вв. и о наличии торговых связей местного населения с Ираном, Закавказьем, Русью и странами арабского Востока, а также генетических связей между сарматами и аланами, аланами и современными осетинами. Находки предметов вооружения подтверждают сведения письменных источников о том, что главной силой аланского войска была конница. Упадок поздней аланской культуры был вызван татаро-монгольским нашествием XIII века. В результате кампании 1238—1239 гг. значительная часть равнинной Алании оказалась захваченной татаро-монголами, сама Алания как политическое образование перестала существовать. Ещё одним фактором, способствовавшим падению государства аланов, стала активизация лавинной деятельности в XIII—XIV вв. Г. К. Тушинский, основатель отечественного лавиноведения как науки, полагал, что в результате участившихся суровых и многоснежных зим на Кавказе лавинами были уничтожены многие высокогорные селения аланов и дороги. С тех пор селения располагаются намного ниже по склонам. Небольшая часть алан приблизительно в 1239 мигрировала в Венгрию, где она сохранилась в качестве народа под названием ясы.
Изучение источников показывает, что монгольская власть во многих районах Северного Кавказа не была продолжительной. В середине XIII века, со слов Плано Карпини здесь имелись земли, «доселе ещё не подчинённые им», то есть монголам, а Рубрук в 1253 среди непокорённых народов называет зихов, аланов и лезгов. «Аланы и черкесы», писал он, «борются против татар»
В 1277 году Менгу-Тимур используя войско своих вассалов совершил поход на аланский город Дедяков, который по мнению большинства исследователей находился на месте столицы Северной Осетии – Владикавказ. В 1278 город был сожжён.
В XIV веке аланы в составе войска Тохтамыша участвуют в битвах с Тамерланом. Генеральное сражение началось 15 апреля 1395 г. Армия Тохтамыша потерпела полное поражение. Это было одно из крупнейших сражений того времени, решившее судьбу не только Тохтамыша, но и Золотой Орды, во всяком случае её великодержавного положения.
Если к концу XIV в. на предкавказской равнине ещё сохранились реликтовые группы аланского населения, то нашествием Тамерлана им был нанесен последний удар. Отныне вся предгорная равнина до долины р. Аргун переходит в руки кабардинских феодалов, в течение XV в. продвинувшихся далеко на восток и освоивших почти опустевшие плодородные земли.
Некогда обширная Алания обезлюдела. Картину гибели Алании обрисовал польский автор начала XVI в. Матвей Меховский, пользовавшийся более ранними сведениями Якопо да Бергамо:

Аланы — это народ, живший в Алании, области Сарматии Европейской, у реки Танаиса (Дон) и по соседству с ней. Страна их равнина без гор, с небольшими возвышенностями и холмами. В ней нет поселенцев и жителей, так как они были выгнаны и рассеяны по чужим областям при нашествии врагов, а там погибли или были истреблены. Поля Алании лежат широким простором. Это пустыня, в которой нет владельцев — ни аланов, ни пришлых.
Меховский говорит об Алании в нижнем течении Дона — той Алании, которая сформировалась в Подонье ещё в первых веках н. э. с центром на Кобяковом городище.
Если в предгорье остатки аланов прекратили своё существование, то в горных ущельях они, несмотря на резню, устояли и продолжили этническую традицию осетинского народа. Именно Горная Осетия после нашествий 1239 и 1395 гг. стала исторической колыбелью осетин, где окончательно в течение XIV—XV вв. сформировались и этнос, и традиционная народная культура. В это же время, вероятно, оформилось деление осетинского народа на ущельные общества: Тагаурское, Куртатинское, Алагирское, Туалгом, Дигорское.

## Палеогенетика
Анализ антропологического материала катакомбного обряда погребения лесостепной зоны бассейна Среднего Дона II—IX веков, установил наличие Y-хромсомных гаплогрупп: G2a (P15+), R1a1a1b2a (Z94+, Z95+, Z2124), J1 (M267+) и J2a (M410+). Женскую линию характеризуют митохондриальные гаплогруппы: I4a, D4m2, H1c21, K1a3, W1c и X2i. В свою очередь, исследование аутосомных маркёров показало, что, несмотря на наличие примесей разных направлений, в целом можно говорить о том, что в данных результатах обнаружены типичные европейские генотипы. Рядом исследователей население салтово-маяцкой археологической культуры сопоставляется с аланами, булгарами и хазарами.
У представителей салтово-маяцкой культуры из катакомбных некрополей Дмитриевский и Верхнесалтовский-IV во всех 6 образцах была обнаружена Y-хромосомная гаплогруппа G2 и митохондриальная гаплогруппа I, субклад — неизвестен. При этом для современного ираноязычного населения Северного Кавказа (осетин) характерна Y-хромосомная гаплогруппа G2a1. С точки зрения авторов данного исследования, катакомбный характер погребения, ряд краниологических показателей и иные данные, совпадающие с раннее исследованными образцами на Кавказе, позволяют идентифицировать захороненных как алан. Так, например, по антропологическим показателям индивиды из ямных погребений были определены как носители примеси восточного одонтологического типа, в то время как исследованные по гаплогруппе образцы имели европеоидное происхождение. Венгерскими учёными при изучении образцов из Верхесалтовского могильника выявлены митохондриальные гаплогруппы U*, U2, U5, H, K, D.
Анализ вклада предковых компонент в генофонды современных народов Северного Кавказа, проживающих в основном ареале аланских племен, не обнаружил генетический след одной предковой прапопуляции, которую можно было бы связать с аланским генетическим наследием. Однако две предковые компоненты – «осетинская» и «нахская» – дают наибольший вклад и в индивидуальные геномы, и в популяционные генофонды основных номинантов на звание наследников алан – осетин, ингушей и чеченцев.
У женского образца R-Kich-Malka (TU10, конец VII — первая половина VIII века) из аланского катакомбного могильника в Кичмалке (Кабардино-Балкария) определили митохондриальную гаплогруппу A12.

## Культура

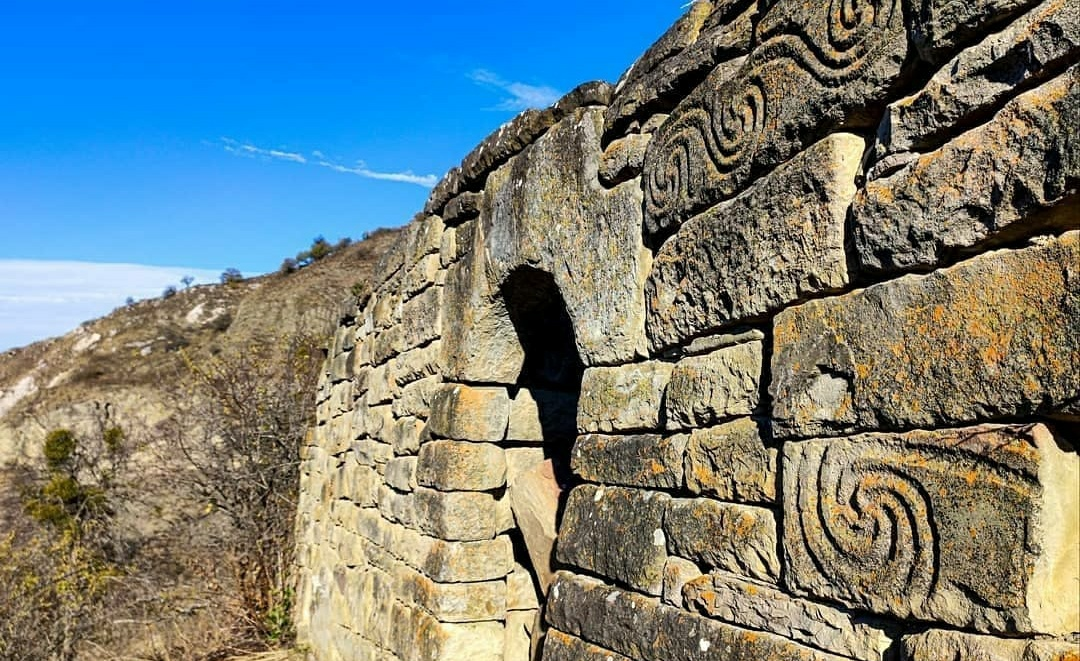
Общество Зумсой, горная Чечня. Петроглифы в виде бесконечности, встречающиеся на аланских пряжках и связывающие со Средиземноморьем

Аланская культура встречается на территории различных регионов Северного Кавказа, в частности Змейский катакомбный могильник в Северной Осетии, Алхан-Калинское городище в Чечне, Нижне-Архызское городище в Карачаево-Черкесии и мн. других.
Свадебная обрядность
Иоганн Шильтбергер подробно описывает свадебные обычаи кавказских алан, которых называет ясами. Он сообщает, что 
«у ясов есть обычай, по которому перед выдачей девицы замуж родители жениха условливаются с матерью невесты о том, что последняя должна быть чистая дева, чтобы в противном случае брак считался несостоявшимся. Итак, в назначенный для свадьбы день невесту приводят с песнями к постели и кладут её на неё. Затем приближается жених с молодыми людьми, держа в руках обнажённый меч, которым он ударяет по постели. Затем он вместе с товарищами садится перед постелью и пирует, поет и пляшет. По окончании пира они раздевают жениха до рубахи и удаляются, оставляя новобрачных в комнате наедине, а за дверями появляется брат или кто-нибудь из ближайших родственников жениха, чтобы сторожить с обнаженным мечом. Если окажется, что невеста уже не была девицей, то жених извещает об этом свою мать, которая приближается к постели с несколькими подругами для осмотра простыни. Если на простыни они не встречают искомых ими знаков, то печалятся. А когда утром являются родственники невесты для праздника, мать жениха уже держит в руке сосуд, полный вина, но с отверстием на дне, который она заткнула пальцем. Она подносит сосуд матери невесты и убирает палец, когда последняя захочет выпить и вино выливается. „Такой точно была твоя дочь!“ — говорит она. Для родителей невесты это большой срам и они должны взять свою дочь обратно, так как условливались выдать чистую деву, но дочь их таковой не оказалась. Тогда священники и другие почётные лица заступаются и убеждают родителей жениха спросить своего сына — хочет ли он, чтобы она осталась его женой. Если он соглашается, то уже священники и другие лица приводят её к нему снова. В противном случае их разводят, и он возвращает жене приданое, подобно тому, как и она должна возвратить платья и другие подаренные ей вещи, после чего стороны могут вступить в новый брак».

## Язык
Аланы говорили на поздней исторической разновидности скифо-сарматского языка.
В свою очередь, осетинский язык является прямым потомком аланского. Некоторые топонимы этимологизируются как восточноиранские на основе современной осетинской лексики (Дон, Днестр, Днепр, Дунай), на осетинском материале расшифровываются немногочисленные сохранившиеся письменные фрагменты на аланском. Наиболее известный — Зеленчукская надпись. Другое известное свидетельство аланского языка — аланские фразы в «Теогонии» византийского автора Иоанна Цеца (XII век).

С другой стороны осетинский язык также сильно воспринял элементы кавказских языков. Об этом писал доктор филологических наук осетинский профессор В. И. Абаев: «среди всех не-индо-европейских элементов, которые мы находили в осетинском языке, кавказский элемент занимает особое место, не столько по количеству… сколько по интимности и глубине вскрывающихся связей», поэтому в осетинском языке кавказский элемент — «самостоятельный структурный фактор, как своего рода вторая его природа», потому что «общие элементы осетинского с окружающими кавказскими языками ни в коем случае не покрываются термином „заимствование“. Они затрагивают самые глубинные и интимные стороны языка и свидетельствуют о том, что осетинский во многих существенных отношениях продолжает традицию местных кавказских языков, совершенно так же, как в других отношениях он продолжает традицию иранскую… Причудливое сочетание и переплетение этих двух языковых традиций и создало то своеобразное целое, которое мы зовём осетинским языком».

## Религия
До христианизации у алан практиковалась традиция культа «Семи богов», который в свою очередь фиксировался у скифов. Анонимный автор Перипла Понта Эвксинского (V в. н. э.) сообщает, что город Феодосия в Крыму "называется на аланском или таврском языке Ардавда, что значит Семибожий, (осет. «Авд-арди») — в переводе «семибожная». Традиция культа продолжилась и позднее, у осетин.

### Христианство и аланы
Ещё в V в. н. э. аланы не воспринимались как народ христианский, что усматривается из высказывания Марсельского пресвитера Сальвиана:
«Но подлежат ли тому же суду их пороки, как наши? Преступно ли распутство гуннов в той же степени, что и наше? Неужели коварство франков столь же предосудительно, как наше? Разве пьянство аламанна достойно такого же порицания, как пьянство христианина, или заслуживает такого же осуждения хищность алана, что и хищность христианина?».

«На вандалов пошли войною аламанны и, так как обе стороны согласились решить дело посредством единоборства, они выставили двух воинов. Однако выставленный вандалами был побеждён аламанном. И поскольку Трасамунд и его вандалы были побеждены, то они, оставив Галлию, вместе со свевами и аланами, как было уговорено, напали на Испанию, где истребили много христиан за их католическую веру».
Первые признаки христианства среди прикавказских алан относятся к VII—VIII векам. Первое письменное подтверждение связано с именем преподобного Максима Исповедника, который при императоре Константе II был сослан в «страну лазов». Один из спутников преподобного Максима сообщает о приходе к власти в 662 году «богобоязненного и христолюбивого» властителя Алан Григория, сместившего правителя язычника. К этому же времени относится упоминание о монастыре Иоанна Крестителя на территории Алании.
Целенаправленная просветительская деятельность среди алан началась в начале X века, при патриархе Николае Мистике. Официальное принятие христианства аланами относится к периоду 912—916 годам. В это же время возникает Аланская архиепископия, которая уже в конце X века в нотициях упоминается уже как митрополия. Однако христианство алан носило синкретический, смешанный с язычеством характер.
Впечатления францисканцев после путешествия по Комании в XIII в. н. э.:
«братья, которые шли через Команию, имели справа от себя землю саксинов, которых мы считаем готами, и которые являются христианами; далее, аланов, которые христиане; затем газаров, которые христиане; в этой стране находится Орнам, богатый город, который татары захватили, затопив его водой; затем циркассов, которые христиане; далее, георгианов, которые христиане». Benedictus Polonus (изд. Wyngaert 1929: 137—38)
Гильом де Рубрук — середина XIII в.:
«спросил у нас, хотим ли мы пить кумыс (cosmos), то есть кобылье молоко. Ибо находящиеся среди них христиане — русские, греки и аланы, которые хотят крепко хранить свой закон, не пьют его и даже не считают себя христианами, когда выпьют, и их священники примиряют их тогда [со Христом], как если бы они от неё отказались, от христианской веры».
«Накануне Пятидесятницы [7 июня 1253 г.] пришли к нам некие аланы, которые именуются там аас, христиане по греческому обряду, имеющие греческие письмена и греческих священников. Однако они не схизматики, подобно грекам, но чтут всякого христианина без различия лиц».

## Наследие аланов

### Кавказские аланы
Аланское происхождение осетинского языка было доказано ещё в XIX веке Вс. Ф. Миллером и подтверждено многочисленными более поздними работами.
Язык, на котором написаны известные письменные свидетельства аланского языка (Зеленчукская надпись, аланские фразы в «Теогонии» Иоанна Цеца) представляет собой архаичный вариант осетинского языка.
Существуют и косвенные подтверждения алано-осетинской языковой преемственности.
В Венгрии в районе города Ясберень проживает народ ясов, родственных осетинам. К середине XIX века ясы полностью перешли на венгерский язык, поэтому устный ясский язык не сохранился до наших дней. Сохранившийся список ясских слов первоисточника «Ясский словник» позволяет заключить, что лексика ясского языка практически полностью совпадала с осетинской. Так в англоязычной научной литературе ясский язык принято называть ясским диалектом осетинского.

### Центральноазиатские аланы
Потомки аланов проживают в Туркменистане и сопредельных странах. Среди туркмен сохранилось племя олам, проживающее в Ахалском велаяте, племя улам — в Лебапском велаяте, а также род алам в составе этнографических групп салыр и йомут, имеющие древнее аланское происхождение и говорящие на туркменском языке.
Предки туркмен-аланов из Лебапского велаята переселились туда с полуострова Мангышлак, где у них имелось укрепление Алан-гала, а южнее реки Атрек сохранился вал под названием Гызыл-Алан, на месте которого в древности была крепость, построенная аланами. Также, на территории Туркменистана имеются аулы и другие топонимы с названием алан (олам) на территории Марыйского, Лебапского и Дашогузского велаятов.
О том, что часть аланов вошла в состав туркмен сообщают такие известные ученые как российский историк-востоковед и этнограф Н. А. Аристов, советские ученые академик С. П. Толстов, академик А. А. Росляков, археолог и востоковед А. Н. Бернштам, историк и тюрколог Д.Еремеев. Также, В. В. Бартольд отмечает, что согласно древней китайской энциклопедии Тундянь, словом «туркмен» называлась древняя страна Сук-так (Согд), которая была страной аланов. В. В. Бартольд отмечает, что согласно немецкому синологу Ф.Хирту, туркмены есть потомки покоренных хуннами аланов.

### Культурное и этнографическое влияние аланов на Западе
Аланы жили на территории нынешних Испании, Португалии, Швейцарии, Венгрии, Румынии и других стран. Через сармато-аланское влияние в культуру многих народов вошло наследие скифской цивилизации.
Ни большое культурное и политическое влияние, ни участие в важнейших событиях Великого переселения народов не спасли западноевропейских аланов от быстрого исчезновения. Их незаурядные военные достижения были поставлены на службу чужим императорам и королям. Раздробив свои силы и не сумев построить долговечного государства, большая часть аланов на Западе потеряла родной язык и вошла в состав других народов.

### Аланы и восточные славяне
В. И. Абаев считал, что, например, изменение взрывного g, свойственного праславянскому языку, в задненёбный фрикативный g (h), что фиксируется в ряде славянских языков, обусловлено скифо-сарматским воздействием. Поскольку фонетика, как правило, не заимствуется у соседей, исследователь утверждал, что в формировании юго-восточного славянства (в частности, будущих украинских и южнорусских говоров) должен был участвовать скифо-сарматский субстрат. Сопоставление ареала фрикативного g в славянских языках с регионами, заселёнными антами и их прямыми потомками, определённо говорит в пользу этого положения. В. Абаев также допускал, что результатом скифо-сарматского воздействия были появление в восточнославянском языке совпадающих форм родительного и винительного падежей (генитив-аккузатив) и близость восточнославянского с осетинским языком в использовании приставок для обозначения завершённых действий (перфектирующая функция превербов).

### Споры об аланском наследии
Аланское наследие является предметом споров и многочисленных публикаций в жанре фолк-хистори (не признаваемых академическим научным сообществом). Эти споры этнических интеллигенций настолько определяют современный контекст северо-кавказского региона, что получили внимание исследователей уже сами по себе.